# Métis (Canada)
Pour les articles homonymes, voir Métis (homonymie).
 (août 2015).
Les Métis (en anglais : Métis, prononcé : /meɪ.ˈtiː/) sont un peuple au Canada descendant à la fois des Européens et des Autochtones. La Loi constitutionnelle de 1982 reconnaît les Métis comme l'un des trois peuples autochtones du Canada avec les Premières Nations et les Inuits. À ce titre, le Gouvernement du Canada alloue un financement aux organisations représentant les Métis afin de favoriser les communications bilatérales entre eux et les instances gouvernementales (provinciales et fédérales). Parmi les nombreuses personnes ayant combattu dans la lutte pour les droits et la culture du peuple Métis se trouvent les anciens chefs métis Cuthbert Grant et Louis Riel.
Du point de vue historique, le terme Métis s'appliquait, dans les Prairies, aux enfants nés de femmes cries et de commerçants de fourrures français. Dans le Nord, ce terme faisait référence aux enfants nés de femmes dénées et de commerçants anglais ou écossais beaucoup moins nombreux.

## Étymologie
Le mot « métis [métisse] » (cf. mestis, mestisse, mestice, mestif, mestive, des graphies obsolètes ; espagnol : mestizo, portugais : mestiço) vient du bas latin *mixtīcius, du latin mixtus (participe passé), « mélangé, mêlé » (miscere = « mélanger, mêler »). Il porte la même connotation que « sang-mêlé », synonyme français, de même que le synonyme anglais half breed, qui ne sont plus en usage au Canada depuis le milieu du XXe siècle.

## Identité

### Statut légal
Dans le jugement Powley rendu en 2003, la Cour suprême du Canada a établi trois grands critères pour déterminer l'identité métisse aux fins de l'article 35 de la Loi constitutionnelle de 1982 : 
1. une personne faisant partie d'une communauté métisse historique détentrice de droits doit s'identifier comme un Métis.
2. la personne doit démontrer des liens ancestraux avec la communauté métisse historique.
3. la personne doit être reconnue comme un membre de la communauté métisse contemporaine.

La Constitution canadienne reconnait les Métis comme peuple autochtone depuis 1982. Cela a permis à plusieurs Métis d'obtenir gain de cause devant la cour pour la reconnaissance des droits ancestraux, comme le droit à la chasse. En 2003, une ordonnance de l'Ontario a statué qu'une communauté métisse de l'Ontario avait le droit ancestral de chasser pour ses besoins alimentaires, une décision perçue comme un premier pas vers des droits de chasse complets pour toute la communauté. Ce droit fut octroyé à l'ensemble des membres de la Nation métisse de l'Ontario lorsque les gouvernements provinciaux sont parvenus à un accord avec les gouvernements métis provinciaux. Le 31 mai 2005, le gouvernement du Canada et le Conseil national des Métis ont signé un accord préliminaire, afin d'ouvrir la voie à une certaine autonomie du gouvernement métis dans leur territoire d'origine, illustrant les liens qui unissent les Métis au Canada en dehors du champ juridique.

### Vision sur l'identité
Le Ralliement national des Métis définit une personne comme étant métisse (un Métis ou une Métisse) si elle satisfait aux critères suivants :
- elle s'identifie elle-même comme métisse ;
- elle compte des ancêtres parmi la Nation métisse historique ;
- elle n'est pas amérindienne ;
- elle est acceptée par la Nation métisse.

Le Ralliement national des Métis regroupe :
- la Nation métisse de l'Ontario ;
- la Fédération des Métis du Manitoba ;
- la Nation métisse de la Saskatchewan ;
- la Nation métisse de l'Alberta ;
- le conseil provincial métis de Colombie-Britannique.

Le Ralliement national des Métis représente les intérêts de la Nation auprès du gouvernement canadien et à l'échelle internationale.

## Géographie
Au Québec, il n'y a pas de données qui permettent, à ce moment-ci, de savoir s'il existe ou non des communautés métisses historiques.
Leur territoire d'élection s'étend de l'Ontario à la Colombie-Britannique en passant par les Prairies et les Territoires du Nord-Ouest. On trouve aussi des communautés métisses aux États-Unis dans les États du Dakota du Nord et du Montana. La Nation métisse est née de mariages anciens entre des femmes Cris, Ojibwés et Saulteaux avec des Canadiens français et anglais, notamment avec les mariages à la façon du pays.

## Démographie

### Population
On estime le nombre de Métis entre 300 000 et 700 000 ou plus. Selon un rapport de Statistique Canada, le nombre de gens s'identifiant comme Métis était de 624 220 en 2021 à travers le Canada. La province de l'Ontario a la plus grande population (134 615), suivie de près par l'Alberta (127 470).
La population métisse connait une importante croissance depuis les dernières années. Entre 2006 et 2016, il y aurait eu une hausse de 51,2 % de personnes se décrivant comme Métis au Canada. Cette hausse soulève notamment des questions sur l'identité métisse et sur qui a le droit de revendiquer cette identité.

## Culture

### Langue
Les Métis parlaient traditionnellement le métchif, ou mitchif, (mutation phonétique du vieil adjectif masculin « mestif » [> métsif/métchif]), un créole franco-cri. Ce terme désigne à la fois la langue et les membres des communautés qui la parlent.
Au XXIe siècle, les Métis parlent majoritairement l'anglais, mais le français reste largement pratiqué. Le métchif a tendance à refaire surface grâce à la volonté des Conseils métis provinciaux après une génération de déclin.

## Métis de l'Est
Le nom métis est historiquement utilisé dans l'Est du pays pour décrire les personnes ayant un quotient sanguin égal à 50/50, en particulier celles dont un seul des parents est membre de la Première Nation. Certains travaux académiques démontrent cependant que l'usage du mot métis ne se limite pas seulement à cet usage. Un ouvrage récent de l'anthropologue Michel Bouchard et al. avance l'idée que des Métis furent identifiés dans les provinces de l'Est du Canada, de façon collective et distinctive, en particulier dans l'Ouest du Québec et dans la région du Témiscamingue. Selon l'interprétation des documents archivistiques produite par Bouchard et al., les Métis de cette région auraient formé une population à la fois distincte des Indiens et des Euro-canadiens.
Les auteurs de cet ouvrage suggèrent ainsi l'existence d'une identité métisse historique dans l'Est du Canada qui dépasse sa réduction à un simple quota sanguin, au profit d'une identité métisse établie sur un continuum culturel que l'on retrouverait dans différentes régions du Canada. Il existe présentement un débat au sujet de l'existence des Métis dans les provinces de l'Est du Canada, pour deux raisons principales ; la première est que les revendications collectives dites métisses au Québec et dans l'Est du Canada sont tardives. Il faut en effet attendre l'arrêt Powley de la Cour suprême canadienne (2003) qui formalise le statut métis inscrit dans la Constitution canadienne lors de son rapatriement en 1982 pour voir apparaître de telles revendications dans cette région, malgré d'ailleurs l'existence d'organisations plus anciennes disant représenter les Métis dans cette région (comme l'Alliance laurentienne des Métis et Indiens sans statut fondée en 1972 par Kermot A. Moore). La seconde raison a trait quant à elle à l'actuelle absence de preuves historiographiques d'une ethno-genèse métisse dans l'Est du Canada. Des auteurs tels que Darryl Leroux, Pierrot Ross-Tremblay, Kim Tallbear ou encore Adam Gaudry relèvent d'ailleurs que la vaste majorité des revendications métisses dans l'Est du Canada se fonde aujourd'hui sur l'approche principalement génétique des organisations qui entendent représenter les Métis de l'Est. En d'autres termes, l'affiliation à ces organisations découle principalement d'une auto-déclaration de parenté autochtone de la part des individus, sur la base de recherches généalogiques et génétiques souvent hâtives et approximatives. Ces différents auteurs notent également la coïncidence entre l'émergence de ces nouvelles revendications métisses et l'opposition allochtone à la reconnaissance de droits territoriaux autochtones, le cas le plus flagrant étant celui de la transformation de l'Association pour les droits des Blancs (créée par André Forbes dans le but de s'opposer à la signature de l'Approche Commune entre les Innus et les gouvernements québécois et canadien) en Corporation métisse du Québec à la suite de l'arrêt Powley.
En réaction à ce récent phénomène d'auto-identification métisse, certains travaux mettent de l'avant une conception de l'identité métisse ancrée dans le territoire de l'ethnogenèse métisse reconnue par les différentes organisations officielles de cette nation, et qui s'étend de l'actuel Ontario à l'actuelle Colombie-Britannique. Ces travaux estiment ainsi que les « nouveaux Métis » font partie d'un phénomène plus large de fraude identitaire, d'appropriation culturelle, ou de colonialisme, notamment du fait de leur ancrage de l'identité métisse dans des dimensions principalement génétiques et généalogiques qui renforcent le système de quota sanguin mis en place par l'État canadien au XIXe siècle ; une telle concentration sur les dimensions génétiques, généalogiques et individualistes de l'identité métisse se place d'ailleurs généralement en contradiction vis-à-vis des modes de reconnaissance autochtones classiques qui tendent à privilégier une reconnaissance collective fondée sur des notions de parenté qui ne se résument pas à la seule dimension généalogique. D’autres travaux académiques suggèrent une vision plus inclusive, voire cumulative de cette identité, faisant état de différentes identités métisses au Canada ; on note cependant une résistance autochtone particulièrement forte aux nouvelles revendications métisses, notamment du fait que ces dernières visent souvent à contrecarrer les revendications de rapatriement territorial et de reconnaissance de droits portées par les organisations autochtones.

## Personnalités
- Louis Riel
- Gabriel Dumont
- Maria Campbell
- James Isbister
- Louis Riel (père)
- Mitch Bouyer
- James Patrick Brady
- John Norquay[12]
- Édouard Beaupré[13]
- Cuthbert Grant
- Isabelle Montour
- Peter McLeod